# Фонд социальных изобретений
Фонд социальных изобретений создан в 1985 году социальным инноватором Геннадием Алференко при газете «Комсомольская правда» для реализации инициатив, способствующих созданию и развитию открытого гражданского общества.
В 1985 году Раисе Горбачёвой попала на глаза статья, где Геннадий Алференко предлагал создать фонд социальных изобретений для поддержки социальных инноваций, рождающихся у народных инноваторов и энтузиастов. Раиса Горбачёва обратила на эту идею внимание Михаила Горбачёва, который связался с Алференко и пригласил его учредить национальный фонд социальных изобретений.. Алференко учредил Фонд социальных изобретений СССР как добровольную ассоциацию читателей при газете «Комсомольская правда».
Фонд пригласил двадцать миллионов подписчиков газеты направлять свои идеи социальных изобретений. В первый год было получено более 30 тысяч предложений, для обработки которых был создан компьютеризованный банк идей. Некоторые продвигали гражданскую дипломатию, другие были направлены на внутренние социальные проблемы. Алференко затем пригласил людей направлять деньги в поддержку лучших инноваций, для чего был создан единый всесоюзный банковский счёт номер 708 для денежных и материальных пожертвований. Были собраны, например, 9,7 миллионов рублей на программу «Долг» для помощи ветеранам Афганистана.
Фонд предоставил организационную, юридическую и финансовую поддержку таким организациям, как Союз ветеранов Афганистана, Ассоциация «Фонд авиационной безопасности полетов СССР» (ныне Партнёрство «Безопасность полётов»), «Интерфакс» и Центр Стаса Намина.
При содействии фонда, совместно с Esalen Institute, ЦСКБ-Прогресс, Центральным специальным конструкторским бюро, заводом «Прогресс» и банком «Санкт-Петербург» был осуществлён Космический перелёт «Европа-Америка-500», 16 ноября 1992 года с космодрома Плесецк взлетела ракета Союз-У, которая вывела на орбиту Земли капсулу «Ресурс-500». Миссией проекта было стимулирование мирного использования технологий и развитие торговых отношений между Россией и США, а также стажировки российских предпринимателей. С 1993 по 2000 годы в программе приняли участие около 3 000 человек.